# Swapnil Kusale
Swapnil Kusale, född 6 augusti 1995, är en indisk sportskytt.

## Karriär
Vid VM 2022 i Kairo tog Kusale brons tillsammans med Niraj Kumar och Aishwary Pratap Singh Tomar i lagtävlingen i 50 meter gevär 3 ställningar. Vid asiatiska spelen 2022 i Hangzhou, som arrangerades 2023, tog han guld tillsammans med Aishwary Pratap Singh Tomar och Akhil Sheoran i lagtävlingen i 50 meter gevär 3 ställningar.
Vid olympiska sommarspelen 2024 i Paris tog Kusale brons i 50 meter gevär 3 ställningar.